# لين بيرغرين
لين بيرغرين (بالسويدية: Malin Berggren)‏ هي كاتبة غنائية ومغنية سويدية، ولدت في 31 أكتوبر 1970 في غوتنبرغ في السويد.

## وصلات خارجية
- لين بيرغرين على موقع IMDb (الإنجليزية)
- لين بيرغرين على موقع ميوزك برينز (الإنجليزية)
- لين بيرغرين على موقع أول ميوزيك (الإنجليزية)
- لين بيرغرين على موقع أول ميوزيك (الإنجليزية)
- لين بيرغرين على موقع ديسكوغز (الإنجليزية)
- لين بيرغرين على موقع كينوبويسك (الروسية)